# Jeotgal
Jeotgal (kor. 젓갈, wym. tɕʌt̚k͈al) – solona, sfermentowana potrawa kuchni koreańskiej. Przygotowywana jest przy użyciu różnych owoców morza. Zależnie od składników, jeotgal może się różnić konsystencją: od bardziej zestalonej po płynną. Stałe jeotgal są zwykle spożywane jako banchan (przystawki). Płynny jeotgal, zwany aekjeot (kor. 액젓) lub sos rybny, jest popularnie stosowany w przyprawianiu kimchi, a także do różnych zup i gulaszów (guk, jijimi, jjigae). Jako przyprawa, jeotgal z mniejszymi kawałkami stałych składników (jak np. saeu-jeot – krewetkowy jeotgal), jest powszechnie podawany jako dip do dań z wieprzowiny (bossam, jokbal, samgyeopsal), sundae (koreańska kiełbasa), hoe (surowa ryba) i wielu zup i gulaszów. Potrawa po raz pierwszy została wspomniana w księdze Erya.

## Przykładyjeotgal

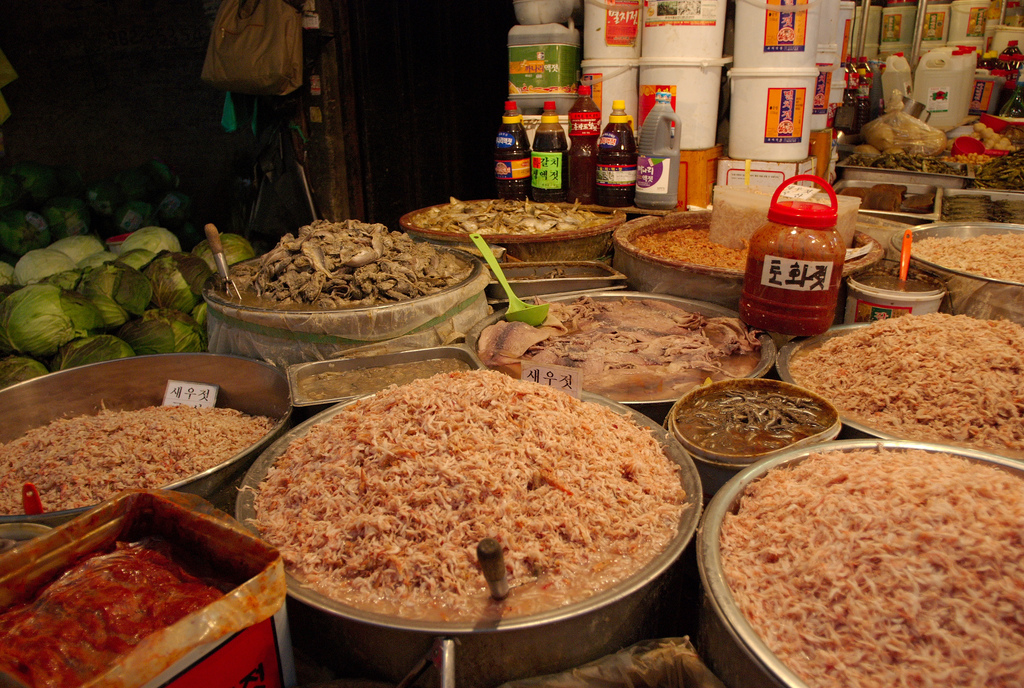
Jeotgal sprzedawane na targu Gyeongdong w Korei Południowej
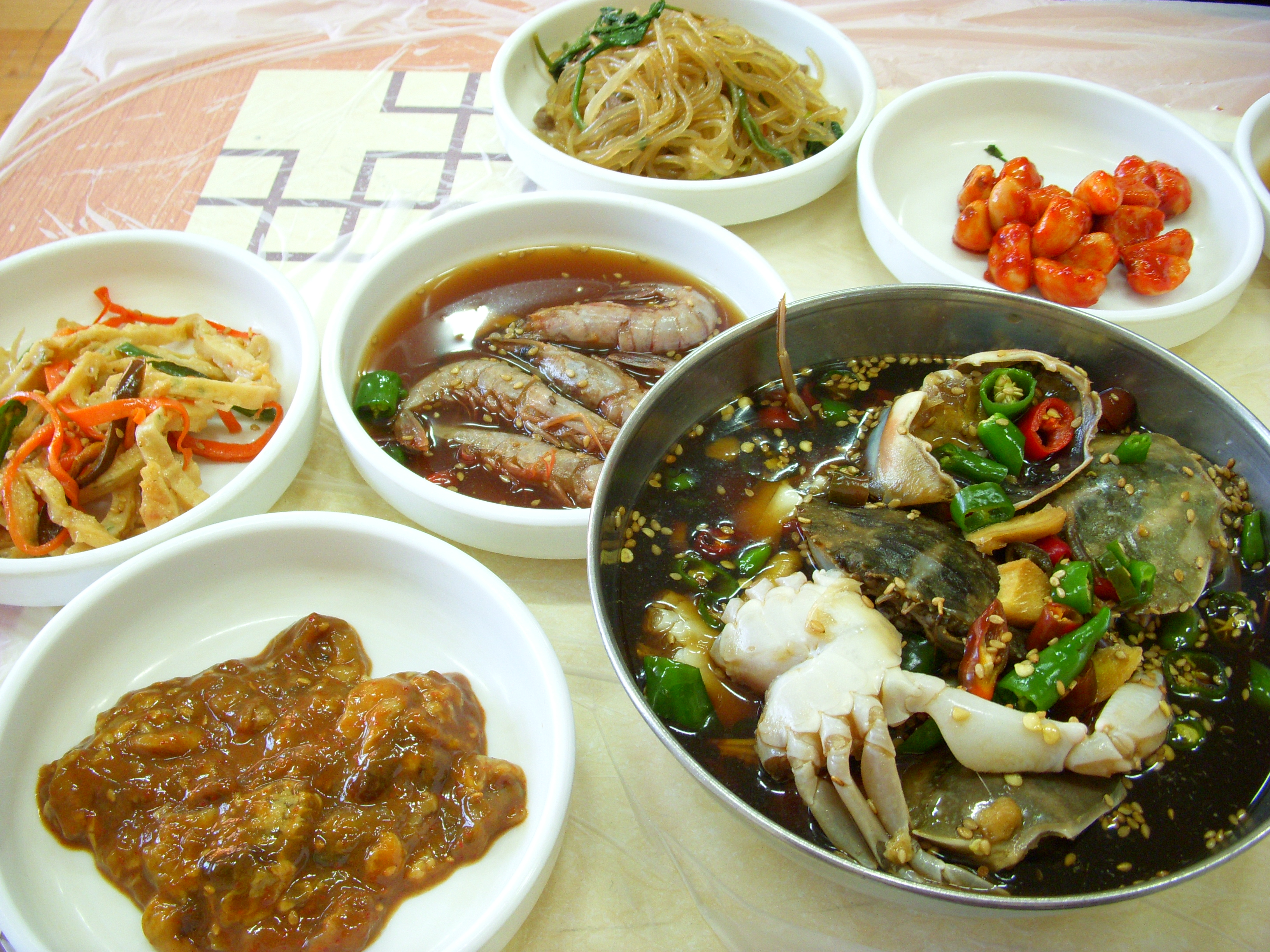
Gejang i saeujang (krewetki marynowane w sosie sojowym)
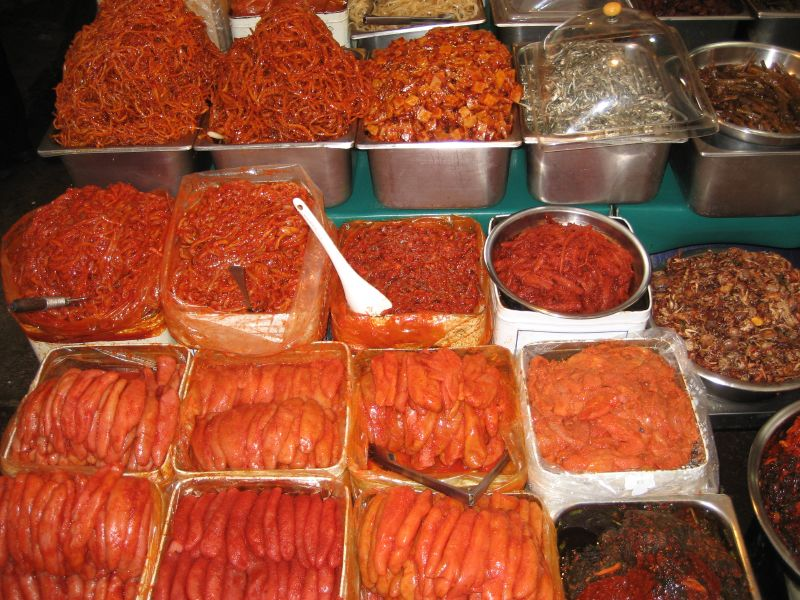
Myeongran jeot
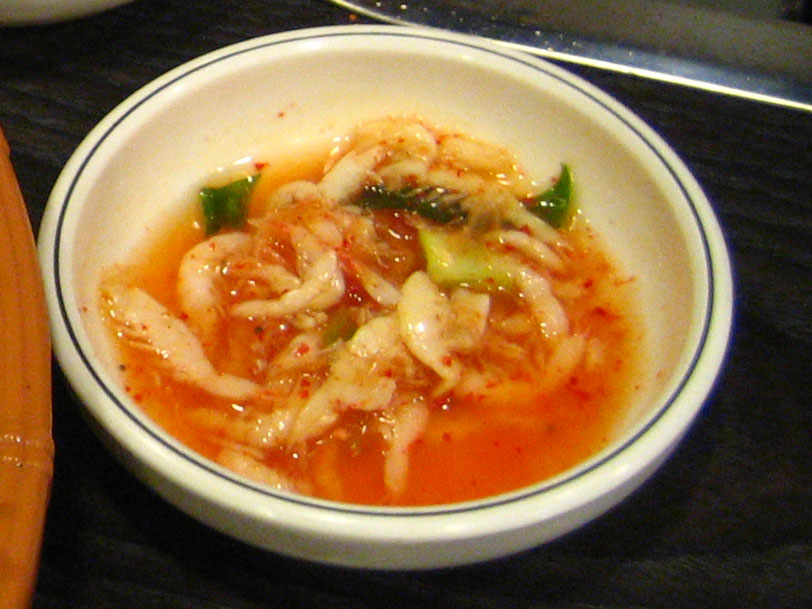
Saeu-jeot
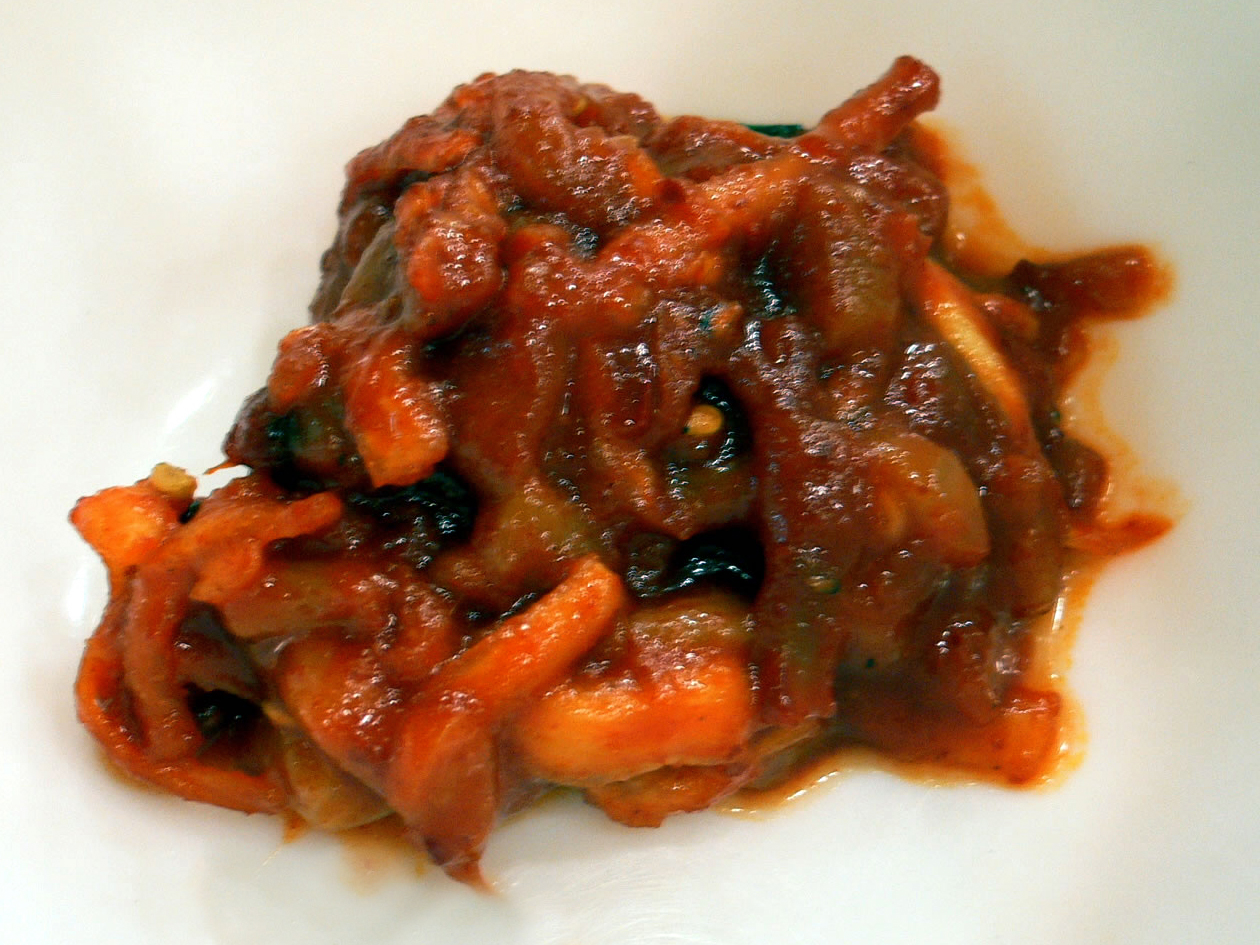
Ojingeo-jeot
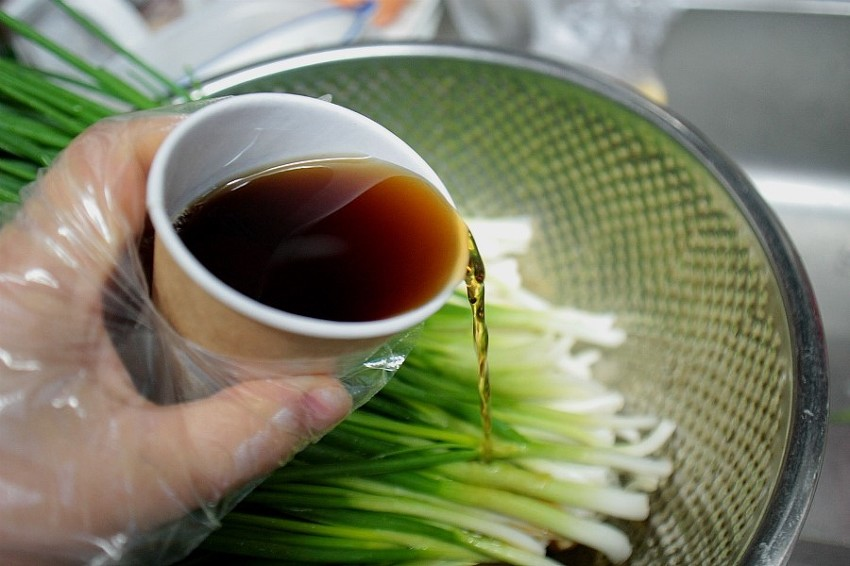
Aekjeot